# Actinostemon brachypodus
Actinostemon brachypodus är en törelväxtart som först beskrevs av August Heinrich Rudolf Grisebach, och fick sitt nu gällande namn av Ignatz Urban. Actinostemon brachypodus ingår i släktet Actinostemon och familjen törelväxter. Inga underarter finns listade i Catalogue of Life.